# English Professional Championship
Die English Professional Championship war ein professionelles Snookerturnier ohne Einfluss auf die Weltrangliste und zum Zwecke der Ermittlung des englischen Profimeisters, das in den 1980er-Jahren insgesamt sechs Mal ausgetragen wurde. Von daher ist es nicht mit dem Amateur-Pendant English Amateur Championship zu verwechseln. Während die Erstausgabe 1981 noch in Birmingham stattfand, wurde ab 1985 das Turnier für drei Ausgaben von Tolly Cobbold gesponsert und fand bis 1988 in Ipswich statt. 1989 wechselte das Turnier nach Bristol. Rekordsieger des Turnieres sind Steve Davis und Tony Meo, die das Turnier jeweils zwei Mal gewannen. Das höchste Break der Turniergeschichte war ein 139er-Break, das sowohl von Tony Knowles im Jahre 1985 als auch von John Virgo zwei Jahre später gespielt wurde.

## Geschichte
Die Erstausgabe der English Professional Championship fand im März 1981 statt, war also Teil der Saison 1980/81. Das Turnier hatte keinen Einfluss auf die Weltrangliste und wurde von John Courage gesponsert und im Haden Hill Leisure Centre von Birmingham ausgetragen. Insgesamt nahmen 21 englische Spieler teil, von denen sich Steve Davis und Tony Meo durchsetzen konnten und das Finale erreichten, das Davis mit 9:3 für sich entschied. Zugleich spielte er mit einem 138er-Break das höchste Break des Turnieres. Allerdings wurde das Turnier im Anschluss an die erste Ausgabe wieder abgesetzt.
Erst 1985 wurde das Turnier schließlich wiederbelebt, als der Weltverband WPBSA jede nationale Profimeisterschaft mit 1000 Pfund Sterling pro Teilnehmer zu bezuschussen, wodurch neben der English Professional Championship auch weitere nationale Profimeisterschaften wiederbelebt wurden. Das Turnier fand nun Anfang Februar, also als Teil der Saison 1984/85, in der Corn Exchange der englischen Stadt Ipswich statt und wurde von der Ipswicher Brauerei Tolly Cobbold gesponsert. Die Teilnehmerzahl stieg auf 46 Spieler. Erneut erreichte Steve Davis das Finale, in dem er nun Tony Knowles mit 9:2 besiegte. Allerdings hatte Knowles zuvor ein 139er-Break gespielt und damit sowohl das höchste Break der Ausgabe als auch das höchste Break der Turniergeschichte gespielt.
Im nächsten Jahr hatte das Turnier denselben Sponsor und Austragungsort, aber es nahmen im Vergleich zum Vorjahr vier Spieler mehr teil. Zugleich erhöhte sich das Preisgeld auf 80.000 Pfund Sterling, nachdem es im Jahr zuvor insgesamt 75.000 £ zu gewinnen gab. Steve Davis erreichte bei seiner letzten Teilnahme bei diesem Turnier nur das Halbfinale, in dem er sich knapp Tony Meo geschlagen geben musste. Im Endspiel besiegte Meo dann Neal Foulds und kürte sich damit zum Turniersieger. Das höchste Break der Ausgabe spielte John Virgo mit seinem 137er-Break.
Mit der nächsten Ausgabe des Jahres 1987 stieg die Teilnehmerzahl auf 56 und das Preisgeld 86.000 £. Wie auch schon im Vorjahr wurde die zusätzliche Teilnehmerzahl durch eine erhöhte Anzahl von Erstrundenspielen kompensiert, deren Sieger dann in die Runde der letzten 48 vorrückten. Erneut erreichte Tony Meo das Finale, in dem er auf die Überraschung des Turnieres, Les Dodd, traf, der von der zweiten Runde an sich durch das Teilnehmerfeld gekämpft hatte und dabei den amtierenden Weltmeister Joe Johnson geschlagen hatte. Dennoch behielt Meo die Oberhand im Finale, das Meo mit 9:5 für sich entscheiden konnte. John Virgo spielte erneut das höchste Break des Turnieres und egalisierte mit seinem 139er-Break gleichzeitig auch den Rekord von Tony Knowles aus dem Jahre 1985.
Ab der Ausgabe 1988 kam das Turnier ohne Sponsor aus, nachdem die Sponsorenschaft von Tolly Cobbold geendet hatte. Dennoch verblieb das Turnier in Ipswich, wobei gleichzeitig nun 64 Spieler teilnahmen, das Preisgeld sich aber um mehr als 25 % des Vorjahrespreisgeldes reduzierte. Tony Meo verlor im Viertelfinale gegen Dean Reynolds, der später zum ersten Mal in seiner Profikarriere das Finale eines Turnieres erreichte. In diesem traf er auf Neal Foulds. Reynolds konnte aber das Finale für sich entscheiden, als er Foulds mit 9:5 besiegte. Der Halbfinalist Barry West spielte mit einem 134er-Break das höchste Break des Turnieres.
Im nächsten Jahr wechselte das Turnier in das Redwood Lodge Hotel nach Bristol, wobei das Turnier erneut ohne Sponsor auskam. Trotzdem stiegen sowohl die Teilnehmerzahl als auch die Preisgeldsumme an. Dean Reynolds verlor in diesem Jahr bereits im Achtelfinale gegen Brian Rowswell. Das Finale bestritten schließlich Mike Hallett und John Parrott, wobei sich ersterer mit 9:7 durchsetzte. Parrott spielte im Gegenzug mit einem 130er-Break das höchste Break der Ausgabe. Infolgedessen beendete die WPBSA ihr Zuschussprogramm für nationale Profimeisterschaften. Im Gegensatz zu manch anderer nationaler Profimeisterschaft bedeutete dies das Ende der English Professional Championship, die somit keine weiteren Ausgaben erfuhr.

## Sieger
| Jahr                                                  | Austragungsort                         | Sieger                            | Ergebnis                          | Finalist                          | Hauptsponsor                      | Saison                            |
| English Professional Championship                     | English Professional Championship      | English Professional Championship | English Professional Championship | English Professional Championship | English Professional Championship | English Professional Championship |
| ----------------------------------------------------- | -------------------------------------- | --------------------------------- | --------------------------------- | --------------------------------- | --------------------------------- | --------------------------------- |
| 1981                                                  | Birmingham – Haden Hill Leisure Centre | Steve Davis                       | 9:3                               | Tony Meo                          | John Courage                      | 1980/81                           |
| English Professional Championship (WPBSA-bezuschusst) |                                        |                                   |                                   |                                   |                                   |                                   |
| 1985                                                  | Ipswich – Corn Exchange                | Steve Davis                       | 9:2                               | Tony Knowles                      | Tolly Cobbold                     | 1984/85                           |
| 1986                                                  | Ipswich – Corn Exchange                | Tony Meo                          | 9:7                               | Neal Foulds                       | Tolly Cobbold                     | 1985/86                           |
| 1987                                                  | Ipswich – Corn Exchange                | Tony Meo                          | 9:5                               | Les Dodd                          | Tolly Cobbold                     | 1986/87                           |
| 1988                                                  | Ipswich – Corn Exchange                | Dean Reynolds                     | 9:5                               | Neal Foulds                       | –                                 | 1987/88                           |
| 1989                                                  | Bristol – Redwood Lodge Hotel          | Mike Hallett                      | 9:7                               | John Parrott                      | –                                 | 1988/89                           |